# Fierrabras
Fierrabras (op. 76/D 796) är en heroisk-romantisk opera i tre akter med talad dialog av Franz Schubert till ett libretto av Josef Kupelwieser. Uruppförandet ägde rum den 9 februari 1897 i Karlsruhe.